# Josef Jaroslav Langer

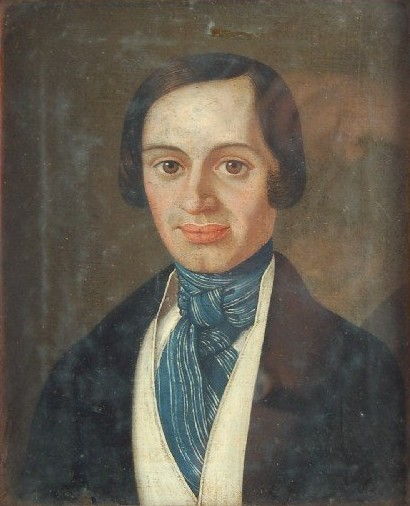
Josef Jaroslav Langer

Josef Jaroslav Langer (* 12. November 1806 in Bohdaneč; † 28. April 1846 in Bohdaneč) war ein tschechischer Journalist und Dichter.

## Leben
Nach seinem Abitur in Hradec Králové, in dem er u. a. von Václav Kliment Klicpera unterrichtet wurde, begann er 1826 mit dem Studium der Philosophie an der Prager Universität. Das Studium brach er im selben Jahr ab, widmete sich fortan nur noch der Literatur und war teilweise als Privatlehrer tätig.
Langer war großer Liebhaber des Theaters. Durch sein Verdienst wurden in seiner Heimatgemeinde Theateraufführungen inszeniert.

## Werke
Er schrieb Artikel und Gedichte für tschechische Zeitungen Čechoslav, Květy und Musejní časopis, die sich meist mit der Einsamkeit und der Psyche eines Bürgerlichen auseinandersetzten. Seine weiteren Gedichte beschäftigten sich in einer politisch-patriotisch-satirischer Art mit der den Kleinbürgern. Seine epischen Werke befanden sich an der Grenze zwischen Volkspoesie und der romantischen Poesie, die das Gefühlsleben des Dichters zeichneten. Er verarbeitete Themen alter böhmischer Märchen und Sagen, übersetzte aber auch russische Folklore, beobachtete Gewohnheiten und Bräuche und verewigte sie auf Papier, stark beeinflusst von František Ladislav Čelakovský.